# Cseh András (labdarúgó)
Cseh András (Nagyszénás, 1964. január 15. –) válogatott magyar labdarúgó, középpályás, hátvéd, edző. Ötszörös magyar bajnok, a Budapest Honvéd örökös bajnoka.

## Élete[6]
1964. január 15-én született az alföldi Nagyszénáson. Itt töltötte gyerekkorát és itt kezdődött futball-karrierje Kovács Mihály tanár támogatásával. Középiskolai tanulmányait a békéscsabai Kemény Gábor Szakközépiskolában kívánta megkezdnei, ide azonban nem vették fel, így a Közgazdasági Gimnáziumban tanult. 
1978-ban úttörő olimpiai bajnok tollaslabdázó lett csapatban.
Békéscsabán ismerkedett meg a profi futballal, itt játszott először NB I-ben, 1981-ben. Ezután szerződtették a felnőtt csapathoz. Nagy fordulat volt életében, amikor egy általa meg nem nevezett edző azt állította: futballista nem lesz, hátha lesz belőle rendes ember és bevonult Mezőtúrra katonának. Ekkor került a H. Szabó Lajos SE-be, ahol felfigyeltek tehetségére, a Honvéd utánpótlásához került és fél év múlva leszerződtették a Budapest Honvéd felnőtt csapathoz.
Az 1984-es leszerelése után négy éves szerződést ajánlottak neki a Honvédnál. Kezdetben ódzkodott annak aláírásától, de edzője, Vági István hatására aláírt egy kétéves szerződést. Végül nyolc évig maradt a budapesti klubnál.
A válogatottba már a BVSC-ből hívták be, így négyszer viselhette a címeres mezt külföldön és hazánkban egyaránt.
Székesfehérváron 1995-ben szenvedett keresztszalag szakadást, majd nyolc hónapnyi lábadozás után kezdett újra focizni amatőr szinten, Ausztriában. Ekkor Sopronban élt. Később visszaköltözött Budapestre és a III. Kerületi TVE-nél helyezkedett el, most már mint edző. Innen kapott meghívást az Újpesthez és azóta is ott dolgozik, egy-két rövidebb kitérőtől eltekintve (Dunakeszi, MTK).

## Pályafutása

### Klubcsapatban
1978-ig a Nagyszénási Tsz SK játékosa volt. Innen került Békéscsabára, ahol 1982-ben mutatkozott be az élvonalban. 1983-ban a Honvéd Szabó Lajos SE csapatához került sorkatonai szolgálata alatt. Ezt követően a Bp. Honvéd játékosa lett, ahol nyolc idényen át szerepelt és öt bajnoki címet szerzett a csapattal. 1992-ben a BVSC-hez igazolt. Innen 1994 nyarán a Soproni LC-hez távozott. 1995-ben kölcsönben a Parmalatban szerepelt. Az egyik mérkőzésen keresztszalag szakadást szenvedett, amit szeptemberben műtöttek meg. 1996 nyarán tért vissza az NB III-as Elektromosban. 1999-ben az osztrák ASK Loosdorfból az Ikladhoz igazolt, majd Pilisvörösváron játszott. 2000-ben a téli felkészülést a III. kerületnél kezdte meg, de végül nem vállalta a szereplést az NB II-es csapatban.
1997-ben a III. kerületi TVE utánpótlás edzője lett. 2000 nyarától az Újpestnél lett utánpótlás tréner.

### A válogatottban
1992-ben négy alkalommal szerepelt a válogatottban.

### Edzőként
Edzői karrierjének legnagyobb részében gyerekekkel foglalkozott. Saját bevallása szerint is ez állt neki mindig is a legjobban, ezért új pályát választott: miután 2019-ben otthagyta az MTK Hungária FC-t, 2020. január 1-től a XVII. kerületi  Kőrösi Csoma Sándor Általános Iskola és Gimnázium testnevelőtanáraként tevékenykedik (2021-ig főállásban, majd másodállásban), illetve ezzel párhuzamosan az ÚTE U16 edzője lett (2021-ig másodállásban, majd főállásban).

## Sikerei, díjai
- A Honvédelmi Miniszter elismerése (1985)
- A Budapest Honvéd örökös bajnoka (1988)
- KLTE Életmű díj (2018)
- Magyar bajnokság
  - bajnok: 1984–1985, 1985–1986, 1987–1988, 1988–1989, 1990–1991
- Magyar kupa
  - győztes: 1989
  - döntős: 1988

## Statisztika

### Mérkőzései a válogatottban
| Magyarország | Magyarország         | Magyarország                | Magyarország | Magyarország | Magyarország | Magyarország | Magyarország | Magyarország |
| #            | Dátum                | Helyszín                    | Hazai        | Eredmény     | Vendég       | Kiírás       | Gólok        | Esemény      |
| ------------ | -------------------- | --------------------------- | ------------ | ------------ | ------------ | ------------ | ------------ | ------------ |
| 1.           | 1992. augusztus 26.  | Nyíregyháza, Városi Stadion | Magyarország | 2 – 1        | Ukrajna      | barátságos   | -            |              |
| 2.           | 1992. szeptember 23. | Budapest, Üllői úti Stadion | Magyarország | 0 – 0        | Izrael       | barátságos   | -            | 46'          |
| 3.           | 1992. október 11.    | Doha                        | Katar        | 1 – 4        | Magyarország | barátságos   | -            |              |
| 4.           | 1992. október 13.    | Doha                        | Katar        | 1 – 1        | Magyarország | barátságos   | -            |              |
|              | Összesen             |                             |              | 4            | mérkőzés     |              | 0            | gól          |